# Philosophie de l'esprit (Hegel)
La Philosophie de l'esprit est la troisième et dernière partie de l'Encyclopédie des sciences philosophiques de Hegel.

## Situation dans l'œuvre
Après avoir été réfléchi en lui-même dans La Science de la logique, puis s'être incarné dans la Philosophie de la nature, l'esprit se réfléchit avec le monde dans la Philosophie de l'esprit.

## Plan de la philosophie de l'esprit
- Esprit subjectif
  - Anthropologie
  - Phénoménologie de l'esprit
  - Psychologie
- Esprit objectif (Principes de la philosophie du droit)
  - Droit
  - Moralité (moralité abstraite : Moralität)
  - Bonnes mœurs (moralité concrète : Sittlichkeit)
    - Famille
    - Société civile (ou bourgeoise)
    - État
      - Droit public interne
      - Droit public externe
      - Histoire du monde (Leçons sur la philosophie de l'histoire)
- Esprit absolu
  - Art (Leçons sur l'esthétique)
  - Religion (Leçons sur la philosophie de la religion)
  - Philosophie (Leçons sur l'histoire de la philosophie)

## Esprit subjectif

### Anthropologie
L'anthropologie est l'étude de
l'âme,
c'est-à-dire de l'esprit en tant qu'il ne s'est pas encore élevé à la conscience.
L'anthropologie se déploie trois moments :
- l'âme naturelle ;
- l'âme qui éprouve des sentiments ;
- l'âme effective.

### Phénoménologie de l'esprit
Il importe de distinguer deux Phénoménologies de l'esprit,
de même qu'il existe deux Sciences de la logique (voir à ce sujet La Science de la logique). La première est publiée à Iena en 1807 : voir Phénoménologie de l'esprit. La seconde est intégrée à
l'Encyclopédie des sciences philosophiques.
La différence entre les deux textes n'est pas absolue, car la « petite »
Phénoménologie de l'esprit reprend le plan d'une partie de la « grande ». Mais elle en ôte aussi une part importante. Ainsi, si les trois moments que sont la conscience, la conscience de soi et la raison sont conservés, toute la partie qui concerne
l'esprit
(esprit, religion et savoir absolu) a disparu. Est-ce à dire qu'elle a été reléguée dans la Psychologie de
l'Encyclopédie des sciences philosophiques, qui suit la
Phénoménologie de l'esprit ?

### Psychologie
La psychologie est l'étude de
l'esprit.
Elle traverse les étapes suivantes :
- l'esprit théorique ;
- l'esprit pratique ;
- l'esprit libre.

## Esprit objectif
Cette partie du système hegelien est relativement peu développée dans
l'Encyclopédie des sciences philosophiques.
Elle est en revanche étudiée dans les détails essentiellement dans les Principes de la philosophie du droit, dont une sous-partie, celle qui concerne l'histoire du monde, est approfondie à son tour dans les Leçons sur la philosophie de l'histoire.

## Esprit absolu
L'esprit absolu constitue le terme du système hegelien : c'est vers lui que tend chacun des moments précédents du système. Aussi le cadre étroit de
l'Encyclopédie des sciences philosophiques
ne convenait-il pas à son développement.
Nous disposons en revanche d'une matière abondante répartie sur les trois cours que constituent :
- les Leçons sur l'esthétique ;
- les Leçons sur la philosophie de la religion ;
- les Leçons sur l'histoire de la philosophie.